# Safaa Ali Nema
Safaa Ali Nema (ar. صفاء علي نعمة; ur. w 1959) – iracki zapaśnik walczący w obu stylach. Olimpijczyk z Moskwy 1980, gdzie zajął dwunaste miejsce w wadze półciężkiej.
Mistrz arabski w 1979 roku. Wojskowy wicemistrz świata w 1979 roku.

## Letnie Igrzyska Olimpijskie 1980
| Konkurencja      | Rundy eliminacyjne          | Rundy eliminacyjne                | Klas. końcowa |
| Konkurencja      | Przeciwnik I                | Przeciwnik II                     | Miejsce       |
| ---------------- | --------------------------- | --------------------------------- | ------------- |
| 90 kg styl wolny | Christophe Andanson (FRA) P | Daszdordżijn Cerentogtoch (MGL) P | 12.           |